# 大山敬義
大山 敬義（おおやま たかよし、1967年 - ）は日本の実業家であり投資家。

## 経歴
日本M&Aセンターの創業時に入社。同社初のM＆Aコンサルタントに就任し、中小M&A実務のパイオニアとして業界を牽引。企業の規模や地域に関わらず、広くM＆Aが活用される社会を実現することを長年の信念とし、2018年4月、今まで難しいとされてきた小規模ビジネス向けのM&A総合支援プラットフォームを提供する会社を設立。また、2009年（平成21年）には株式会社シーガル・リゾートイノベーション取締役に就任し、群馬県の水上温泉で『源泉湯の宿　松乃井』を経営する。SNSを活用した発信も盛んに行い、2016年（平成28年）にはNewsPicksのプロピッカーへ就任。金融ジャンルのプロピッカーとして活躍するが、歴史と中東に関するコメントも注目を集め、2020年（令和2年）4月には国際とビジネスのジャンルにてプロピッカーに選出される。
- 1967年（昭和42年） - 神奈川県生まれ　立教大学社会学部卒
- 1991年（平成3年） - 日本M&Aセンターの創業時に入社、同社初のM&Aコンサルタントに就任
- 2004年（平成16年）6月 - 内閣府認可特定非営利活動法人　日本企業再生支援機構理事に就任
- 2006年（平成18年）1月 - 日本インベスターズ証券取締役に就任（2009年1月退任）
- 2009年（平成21年）9月 - 株式会社シーガル・リゾートイノベーション取締役に就任（現職）
- 2012年（平成24年）4月 - 日本M&Aセンター　常務取締役に就任（2019年6月退任）
- 2016年（平成28年）4月 - 株式会社企業評価総合研究所　取締役に就任（2018年６月退任）
- 2016年（平成28年）7月 - NewsPicksのプロピッカー（ジャンル：金融）へ就任
- 2022年10月27日 - 所得税法違反の罪で東京地検特捜部より在宅起訴

## 著書
- 『まんがでわかる オーナー社長のM&A』（すばる舎）日本M&Aセンター 常務取締役 大山敬義著(2016) ISBN 978-4799105160 ASIN 4799105167